# Sant'Angelo del Pesco
Sant'Angelo del Pesco es una localidad y comune italiana de la provincia de Isernia, región de Molise, con 416 habitantes.

## Evolución demográfica
| Gráfica de evolución demográfica de Sant'Angelo del Pesco entre 1861 y 2001 |
|                                                                             |
| Fuente ISTAT - elaboración gráfica de Wikipedia                             |